# Середній корпускулярниий гемоглобін
Середній корпускулярний гемоглобін або «середній клітинний гемоглобін» (MCH) — це середня маса гемоглобіну (Hb) на еритроцит (RBC) у зразку крові.  Це повідомляється як частина звичайного загального аналізу крові.  Значення MCH знижується у людей з гіпохромною анемією. Червонокрівці (еритроцити) є нормохромні або гіпохромні. Вони ніколи не бувають «гіперхромними». Якщо кількість гемоглобіну перевищує норму, клітини стають більшими, а не темнішими.
Розраховується шляхом ділення загальної маси гемоглобіну, на кількість еритроцитів в об’ємі крові.
MCH=(Hb*10)/RBC (у мільйонах)
Нормальне значення MCH у людини становить від 27 до 33 пікограмів (пг)/клітину.  Кількість гемоглобіну на еритроцит залежить від синтезу гемоглобіну та розміру еритроцитів.
Маса еритроцитів визначається залізом (як частиною молекули гемоглобіну), отож MCH у пікограмах, приблизно дорівнює масі одного еритроцита.  У разі залізодефіцитної анемії клітинна маса стає легшою, тож MCH нижче 27 пг, є ознакою нестачі заліза.
MCH зменшується, коли синтез гемоглобіну знижується або коли еритроцити менші за норму, наприклад, коли наявна залізодефіцитна анемія.  Перетворення в одиниці СІ: 1 пг гемоглобіну = 0,06207 фемтомоля (фмоль).  Нормальне значення, переведене в одиниці СІ: 1,68 – 1,92 фмоль/клітина.